# 日內瓦鎮區 (愛荷華州富蘭克林縣)
日内瓦鎮區（英語：Geneva Township）是美国爱荷华州富兰克林县的16个行政鎮區之一。在2010年的人口普查中，有155户，共有324人。

## 历史
日内瓦鎮形成于1858年。 

## 地理
截至2010年美國人口普查，日内瓦的面积为36.13平方英里（93.6平方）。其中36.04平方英里（93.3平方）（佔99.76％）为土地，0.09平方英里（0.23平方） （佔0.24％）為水域。 

### 城鎮，鄉村
- 日内瓦

### 公墓
该镇有Fourmile Grove公墓和Lindenwood公墓。 

## 学区
- 阿克萊，日內瓦，威爾斯伯格，斯廷博特社區學區（英语：AGWSR Community School District）
- 汉普顿-杜蒙特社区学区

## 政治區域
- 艾奧瓦州第四國會選區
- 第54州议会大厦区
- 第27州参议院区

## 外部鏈接
- City-Data.com （页面存档备份，存于）